# Адамас (компания)
«Адамас» — российская компания, специализирующаяся на производстве и розничной продаже ювелирных изделий.

## История
Компания была основана в 1993 году в Москве.
В 2007—2012 году компания, помимо собственных магазинов, работала по франшизе, при этом франчайзинговые магазины сами занимались определением своего ассортимента.
В 2008 году «Столичный ювелирный завод» являлся крупнейшим ювелирным заводом России. Средний чек в магазинах сети «Адамас» составлял 10—12 тысяч рублей.
В 2014 году компания изготавливала медали зимних Олимпийских игр в Сочи, а также Гран-при России 2014 года, этапа «Формулы-1».
В 2016 году выручка компании составила 11,6 млрд рублей, или 6,7% ювелирного рынка России; таким образом, «Адамас» являлась крупнейшей ювелирной компанией России.
В 2018 году компания имела около 200 магазинов в 77 городах России.
Согласно «СПАРК-Интерфакс», в 2019 году выручка «Адамас-ювелирторг» составила 5,36 млрд рублей, а чистый убыток — 2,02 млрд рублей.
В 2020 году компания имела около 250 магазинов.
В 2021 года компания «Адамас» была куплена председателем совета директоров Белгородского ювелирного завода Михаилом Несветайло и президентом объединения охранных предприятий «Вымпел А» Эдуардом Бендерским. Генеральным директором с сентября 2023 года является Владислав Головкин.

## Судебные процессы
В январе 2016 года в отношении «Адамас-ювелир», оптового отделения компании «Адамас», была введена процедура наблюдения по заявлению банка ФК «Открытие» о кредиторской задолженности. В 2017 году компания «Адамас-ювелир» была признана банкротом.
В 2016 году было возбуждено уголовное дело в отношении Максима Вайнберга, генерального директора «Столичного ювелирного завода», входящего в состав компании «Адамас». Компания обвинялась в неуплате налогов в размере 5 млрд рублей. В 2020 году Вайнберг был заочно арестован, однако в комментариях для СМИ сообщал, что удивлён обвинениями в неуплате налогов, так как за время работы в «Адамасе» не был генеральным директором и не обладал правом подписи ни в банках, ни в налоговой. C 2015 топ-менеджер не работает в компании. По данным Федеральной налоговой службы и Следственного комитета, компания «Адамас» и входящие в неё организации недоплатили в общей сумме 6 млрд рублей. По версии работников правопорядка, Вайнберг «создал фиктивный документооборот более чем с 50 фирмами-однодневками».